# Virginiai Egyetem
A Virginiai Egyetem állami fenntartású kutatóegyetem, Original Public Ivy és állami fenntartású oktatási intézmény az Egyesült Államokban az USA-ban. 1819-ben alapította Thomas Jefferson.

## Tagság
Az egyetem az alábbi szervezeteknek a tagja:
- IMCC
- Universitas 21
- Digitális Könyvtárak Szövetsége
- Kutatókönyvtárak Szövetsége
- Atlantic Coast Conference
- Consortium of Social Science Associations
- Shibboleth Konzorcium
- arXiv
- Northeast University Semiconductor Network
- Association of American Universities
- Amerikai Oktatási Tanács
- Nemzeti Bölcsészettudományi Szövetség
- Open Education Network
- Higher Education Leadership Initiative for Open Scholarship
- Információhálózati Koalíció
- Association of Public and Land-grant Universities
- Kutatókönyvtárak Központja
- Scholarly Publishing and Academic Resources Coalition
- National Digital Stewardship Alliance
- Council on Governmental Relations

## Leányszervezetek
Az egyetem alá az alábbi szervezetek tartoznak:
- Washington Papers
- Department of Urology, University of Virginia
- Carter G. Woodson Institute for African-American and African Studies, University of Virginia
- Weldon Cooper Center for Public Service
- University of Virginia School of Engineering and Applied Science

## Ingatlanok és szervezetek
Az egyetem alá az alábbi ingatlanoknak és szervezeteknek a tulajdonosa:
- Scott Stadium
- John Paul Jones Arena
- Davenport Field
- Klöckner Stadium
- Sheridan Snyder Tennis Center
- WTJU
- Memorial Gymnasium
- WXTJ-LP